# Безвусикові
Безву́сикові, безсяжкові (Protura) — дуже дрібні членистоногі, розміри яких інколи вимірюються частками міліметра. 
Зовнішнім виглядом нагадують личинок комах. Очі і вусики відсутні. Ротові органи пристосовані до ссання. Перша пара ніг спрямована вперед і виконує роль органів дотику. Кількість члеників черевця у дорослих комах досягає 12. Перші 3 з них мають по парі рудиментарних ніжок. У багатьох видів трахейна система не виявлена. До недавнього часу Б. розглядали як окремий ряд безкрилих комах (Protura), але тепер належність їх до комах багатьма авторами береться під сумнів. Живуть безвусикові під корою пнів і взагалі в мокрих закритих місцях. 
Поширені в тропічних країнах, трапляються також в південній та середній Європі. В СРСР, в т. ч. і в Україні, відомий вид Eosentomon silvestrii.